# David Bredin
David Bredin (ur. 21 grudnia 1973 w Lüneburgu) – niemiecki aktor teatralny, telewizyjny i filmowy.

## Wybrana filmografia
- 2004: Edukatorzy
- 2015: Tatort: Borowski und der Himmel über Kiel jako Knecht Dreewes
- 2015: Tatort: Preis des Lebens jako Jörg Albrecht
- 2016: Tatort: Der König der Gosse jako Platte
- 2017: 4 Blocks jako JVA Beamter